# 白木屋 (デパート)

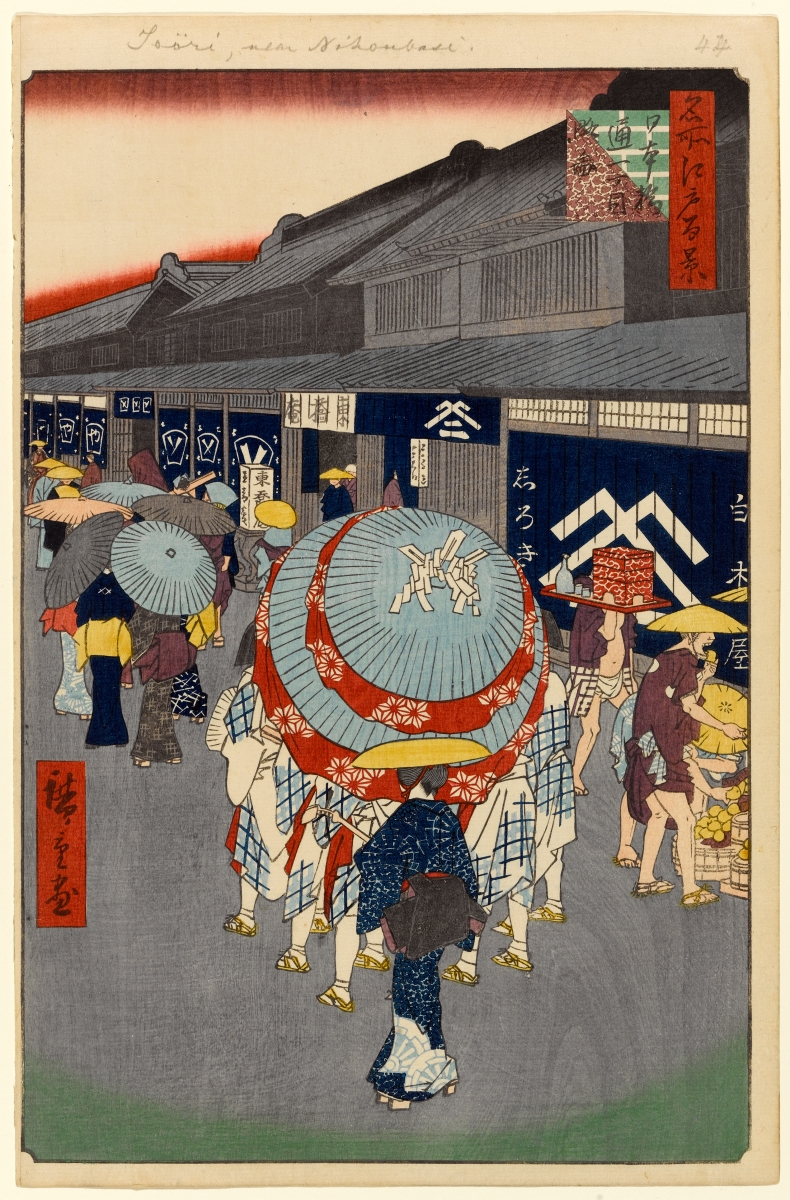
歌川広重『名所江戸百景』より「日本橋通一丁目略図」。
背景に白木屋が描かれている。

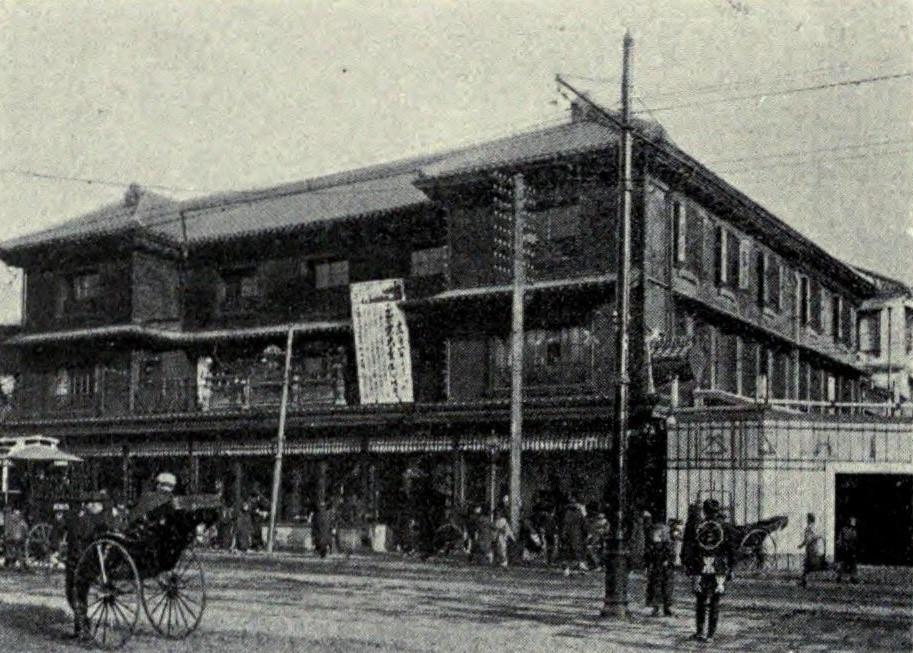
明治時代の白木屋。

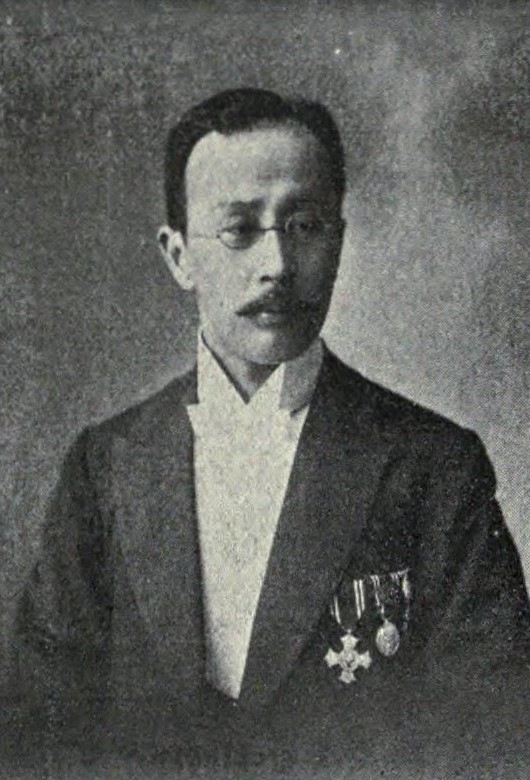
白木屋を株式会社に改組し、初代社長を務めた十代目大村彦太郎。

白木屋（しろきや）は、東京都中央区日本橋1丁目に存在した江戸三大呉服店のひとつで、かつ日本の百貨店の先駆的存在のひとつである。
江戸時代創業だったが、昭和に入り、東急グループ傘下となった。1967年（昭和42年）に東急百貨店と合併し、商号・店名ともに「東急百貨店日本橋店」へと改称した。その後、1999年（平成11年）1月31日に閉店、336年の歴史に幕を閉じた。跡地にはコレド日本橋が建設され、2004年（平成16年）3月30日に開業した。
日本国内では（法人は別として）商号は消滅したが、アメリカ合衆国ハワイ州ホノルルのアラモアナセンターでは、かつてのアラモアナ店が「シロキヤ・ホールディング・LLC」として2020年まで営業を続けていた。

## 歴史

### 材木商から江戸三大呉服店へ
初代大村彦太郎可全が、母方の材木商・河崎家の商売を近江国で手伝った後に独立し、1652年（慶安2年）に京都の寺の内に材木商を開いたのが始まりである。
ただし、独立・開業した直後は白木屋を名乗っていなかったとされている。
また、初代大村彦太郎の父である大村道与も同様に河崎家の支援を受けて京都で「菊屋」の名で材木商を営んでいたとされており、その再興を図る形にもなっていた。
この京都の白木屋は材木商の傍らで木綿類や日用品の販売も手がけており、このことがのちの呉服店へつながることになった。
初代大村彦太郎は江戸の繁華街へ出て商売を行うことに早くから強い意欲を燃やし、寛文2年8月24日（1662年10月6日）に日本橋通り2丁目に間口一間半の小間物商としての白木屋を開いた。
開店から3年後の寛文5年（1665年）に当時の一等地であった日本橋通り一丁目に移転し、裂地類の販売を開始した。
また、寛文8年（1668年）には羽二重地の販売を始め、延宝6年（1678年）には縮緬・毛氈・紗・綾等の販売も手がけるようになり、延宝7年（1679年）に晒木綿、天和元年（1681年）に木綿羽織地に着尺麻と徐々に取り扱い品目を拡張し、呉服太物商の仲間入りを果たした。
その後、貞享元年（1684年）には店を拡張したほか、貞享3年（1686年）には高級品とされていた郡内縞を売り出し、宝永元年（1704年）には贅沢品の毛織物を含めた一般呉服物を売出すなど江戸の町人文化の開花に合わせて販売品目を広げ、越後屋（現・三越）や大丸屋（現・大丸）と並んで江戸三大呉服店のひとつに数えられる大店に成長した。
享保期（1716-1736）以後、数度の類焼、洪水、飢饉に遭遇したが、宝暦元年（1751年）には市ヶ谷店を開いた。

### 幕末から明治維新前後の苦境と事業整理
天保の改革の奢侈禁制により呉服店の繁栄も低迷した上、横浜港などを開港後に品物が輸出向けに流れて品不足や価格高騰が起こって当店を含む呉服店の営業を圧迫するようになって1862年（文久2年）11月19日には店員の食費の抑制を行うほどの苦境に陥った。
また、1867年（慶応元年）檀家となっていた亀戸の長寿寺の僧・灰心が番頭などに取り入って当店の財務を混乱させて同年末には約19,000両の資金不足となっていたことから、当店店主が灰心を自ら詰問して寺に返して財務悪化を食い止めようとした。
その様な状況で、1866年（慶応2年）11月19日に乗物町からの出火で本店が類焼し、さらに明治維新に伴って大名・旗本などが領国に戻って売掛金が回収不能となり、得意先の多かった花柳界も致命的な業績悪化で売上が伸び悩み、維新に伴う混乱で夜逃げした商家向けの売掛金の回収不能も加わり、幕末期より京都本店・江戸店ともに莫大な借財を負って経営難に陥った。
そのため、1866年（慶応2年）2月1日に人員削減に加えて、経費節減・店員への歩合給の導入などのリストラを行うと共に、京都の土地・家屋などの売却して借入金返済等を行い、五代目 尾上菊五郎に依頼して「式部さん景ヶ島戻り」という喜劇を新富座で公演させ、舞台で着用させた菊五郎の名前を格子縞の間に点在させた「菊五郎格子」と称する浴衣をヒットさせて売上を確保し、経営危機を乗り切ることに成功した。
また、近江屋の屋号で営業していた市ヶ谷店は、近隣の旗本屋敷を主要取引先としていたことから明治維新で経営難に陥ったため、京都本店から千両の資金を得て整理を行い、1868年（明治元年）9月16日に閉店した。
同じく近江屋の屋号で木綿問屋として営業していた富沢町店も倒産の危機に陥ったことから店舗の土地建物を売却し、1872年（明治5年）9月21日に深川佐賀町に移転して規模を縮小して営業した後、1874年（明治7年）1月28日に本店南隣に移転して本店に吸収されることになった。
また、名古屋の城下町で営業していた名古屋店も業績が不振に陥ったことから1868年（明治元年）12月7日に本町12丁目に移転したのち、閉店となった。
その後も仮普請のバラック建築で営業を続けていたが、雨漏りもするようなバラックでの営業を続けることは世評を悪化させて逆に業績の低迷を招く恐れがあるとして本建築を行うことになり、1878年（明治11年）11月1日に総檜造り平屋建ての店舗が完成して新装開店した。
この新装開店時に5日間のセールが大成功を収めて以降、当店は売上を順調に伸ばし、翌1879年（明治12年）には大幅な黒字を出すほどまで業績を回復することとなった。

### 百貨店への転換

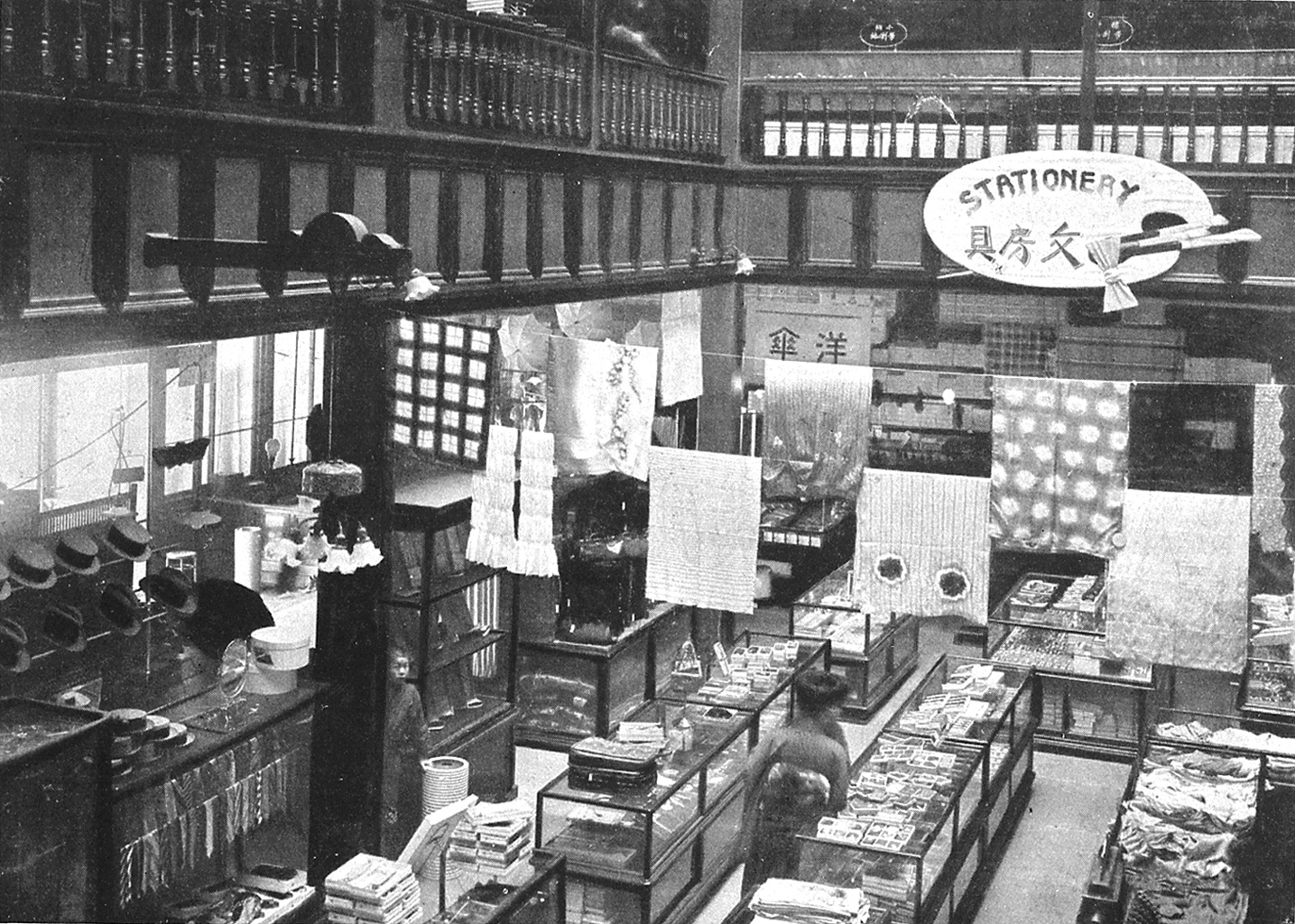
明治時代の店内。それまでの座売りを廃止し陳列式に切り替えた。（小川一真『東京風景』1911年より）

1878年（明治11年）に建設された土蔵造り2階建ての店舗を増改築し、1903年（明治36年）10月1日に和洋折衷の3階建ての店舗として新装開業した。
この新装開業の際、木馬やシーソーなどを備えるとともに蕎麦屋や汁粉店、寿司店などの飲食店も出店する遊戯室を設けており、販売方式の面で百貨店化するとともに、飲食店を併設するという面でも百貨店の先駆けとなった。
この新装開業に際して電話受付係として女性店員を採用したほか、
1908年（明治41年）4月からは既製服を売り出した。また、1911年（明治44年）10月1日に一部5階建てに増築して新装開業した際に伝統的な呉服店の営業形態だった座売りを廃止して全面的に陳列式に切り替える、少女音楽隊が常設されて演奏を行うなど、さまざまな新機軸を他の百貨店に先駆けて導入している。

### 関西での店舗展開
1903年（明治36年）には大阪・心斎橋筋に大阪出張店を設置して大阪進出を図り、1920年（大正9年）11月1日に阪神急行電鉄梅田駅ビル1階に182m2の梅田出張店を開業し、1921年（大正10年）10月1日には心斎橋筋の出張店を閉鎖する代わりに堺筋備後町の角に3,075坪の大阪支店を開設して東京と大阪で百貨店を2店舗展開するようになった。
1923年（大正12年）5月15日に神戸市湊川の甲別事業銀行内に神戸出張店を開設し、この神戸出張店では床面を木タイル張りにして日本の百貨店として初めて一般客の土足入場を行い、1924年（大正13年）春には堺筋の大阪支店の「うすべり」を剥がしてリノリウム貼りに改装して土足入場に切り替えた。
このうち、阪急電鉄から招致されて出店した梅田出張店は食料品や日用雑貨の販売を行って好調な売り上げを上げた。この出店契約は売上歩合制とすることでその売上実績を把握し、ターミナルデパートの経営成功するかどうかを判断する材料とすることを狙った小林一三の考えによるものであったため、期間満了を理由として契約が解除され、1925年（大正14年）4月30日限りで閉鎖し返還することになった。
この間に関東大震災で被災した日本橋本店の営業再開までの間には大阪と神戸に本店から58名を転勤させて営業力の強化を目指すなど関西での営業にも力を入れた。
梅田阪急ビルには同年6月1日に2・3階に自社直営の食料品や生活雑貨中心のスーパーに近い形態の阪急マーケット、4・5階に直営の阪急食堂を移設して開業し、1929年（昭和4年）4月15日には鉄道会社直営＝電鉄系百貨店として初の阪急百貨店を開業しており、ターミナルデパートにつながるものとなった。
しかし、神戸出張店の業績が伸び悩んで1927年（昭和2年）3月13日に撤退する際に約16万円という当時としては巨額な損失を出したほか、大阪支店も繁華街が堺筋から、地下鉄御堂筋線を伴って開通した御堂筋沿いに移ってしまい、赤字が続いた。このため、1932年（昭和7年）7月31日に大阪支店も閉鎖して関西から全面的に撤退することになった。

### 関東大震災での本店の被災
1923年（大正12年）9月1日に発生した関東大震災も伴う火災で日本橋本店は全焼する大きな被害を受けた。
震災から2か月後の同年11月1日には日本橋本店の仮建築を完成させて再開するなど、早期の再開を目指したが東京市の復興計画の遅れから日本橋本店の区画整理の決定が遅くなったため仮建築の期間が長期化し、当店のみがバラック建築での営業が長期化したことで業績の低迷が長期化することになった。
そのため、1926年（昭和元年）と1927年（昭和2年）の2年連続で赤字に陥るなど経営に致命的な打撃を受けることになった。

### 分店・出張店による多店舗展開
白木屋は先述の通り、1920年（大正9年）11月1日に阪神急行電鉄梅田駅ビルに出店したほか、東京・丸の内の海上ビル（現・東京海上火災ビル）にも丸の内出張所を開設するなど早くから小型店舗の展開を進めていた。
1921年（大正11年）11月28日に東京・丸の内の丸の内ビルヂング（現・丸の内ビルディング）の竣工に伴って同ビル内に（2代目）丸の内出張所を開設したほか、1923年（大正12年）5月15日に神戸実業銀行に出張所を出店するなど関東大震災前から積極的な多店化が進められていた。
また、1923年（大正12年）9月1日に発生した関東大震災の直後も、同月15日に東京・丸の内の丸ビル出張店の営業を再開するとともに同月20日から一階正面左角の三菱商事跡の一角を借り受けて新営業所を開設したほか、九段下牛が淵公園前や四谷塩町停留所前に出張店を開設して日用雑貨などの販売を行って好調な売り上げを上げた。
しかしながら1926年（大正15年）に丸ノ内と四谷出張店を閉店したほか、阪神電気鉄道梅田駅に出店した出張店なども短期間で閉鎖されるなど店舗の閉鎖も少なくなかった。日本橋本店の再建が遅れることになったため、業績を維持するには仮建築での営業だけでは不可能な状況となっていた。
そして、2年連続で赤字に陥ったこともあり、1928年（昭和3年）2月の日本橋本店の本建築による再建第1期工事の落成に前後して分店と呼ぶ小型の店舗をチェーン展開し始めることになった。1927年（昭和2年）3月13日に神戸出張店を閉鎖した際に約16万円という当時としては巨額な損失を出していたため、不動産を取得して出店することなどの危険性も痛感させられていた。
そこで先ずは実験的に池上電気鉄道（現・東急池上線）のターミナル駅ビルを賃借して約3万円を投じ五反田分店を出店して、分店を出店することの成否を1か月間で判断することとした。五反田分店の営業成績は順調であり、これを契機として分店の多店舗展開が進められることになった。1929年（昭和4年）2月に大森分店を出店、同年3月に日本橋通2丁目に売店を開設したほか、1930年（昭和5年）に東京では錦糸堀や神楽坂、関西では京都に分店を出店している。この他にも、東京では麻布十番や大塚（日本橋本店の仮営業所の取り壊し資材を流用して移築）、錦糸堀（本所区（現・墨田区）江東橋）、大久保・大井・帝大などに分店を出店したほか小田急電鉄新宿駅の構内に小田急売店を開設している。
東京の分店・出張店・売店は比較的順調に売り上げを伸ばしたとされているものの、日本橋通2丁目の売店は開設からわずか半年の9月に閉店となったほか、大久保分店も業績不振で短期間に閉鎖になるなど、必ずしも全店が順調に売り上げを伸ばしたわけではなかった。また、関西では天神橋筋六丁目の天六分店や梅田の阪神出張店、天満橋の京阪出張店などのターミナル駅やその駅前に出店したほか、福島や玉造、京阪の香里園等にも分店・主張店を出店していたが、大阪支店閉店前後までで全店閉鎖して関西からは全面的に撤退する形となった。

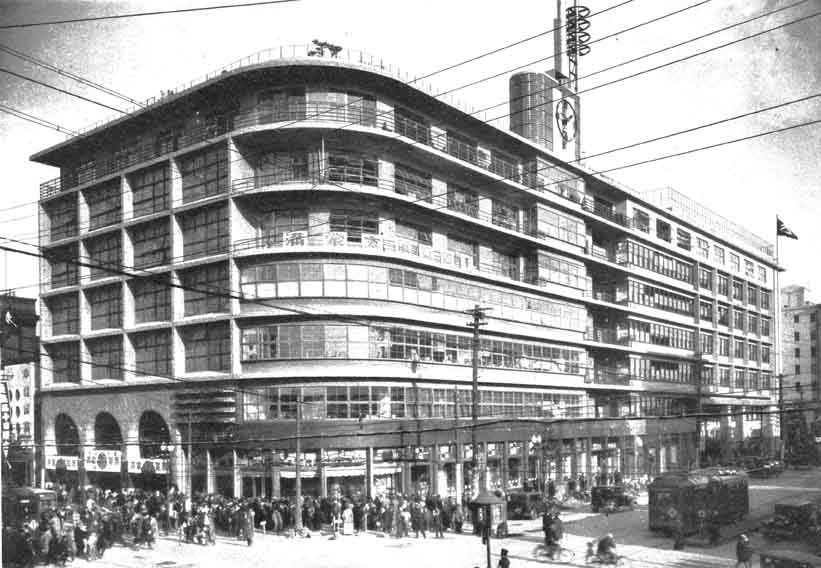
白木屋本店

### 火災・出店規制・戦争などによる営業の蹉跌
1931年（昭和6年）に日本橋本店の再建工事第2期が完成して全面的に復興することになったが、御堂筋の開通に伴い堺筋からメインストリートが移ったことで大阪店が経営不振となり1932年（昭和7年）7月には閉店に追い込まれる。追い討ちをかけるが如く同年12月16日に日本橋本店4階玩具売り場から出火し、死者14人、負傷者67人を出す惨事となった。この「白木屋火災」は、日本初の高層建築における火災事例であった。これらの災難が重なり、困難な経営状況が続くことになった。
また、分店開設の一環として、京浜電気鉄道（現在の京浜急行電鉄）の品川駅乗り入れに伴ってできる高架下に品川分店を開設する計画を立てたものの、日本百貨店協会が支店などの開設を自粛する自制協定を発表したことで支店開設が実現できなくなるなど出店戦略も行き詰まることになった。結局のところ白木屋の取引先の問屋と京浜電鉄が出資して設立した株式会社京浜デパートが継承し営業開始となったが、白木屋本体は出資できなかったためその利益を享受することはかなわなかった。
戦時体制へと進む中で1938年（昭和13年）5月には国内向けの綿糸・綿織物の製造及び在庫以外の小売が禁止となり、資材調達にも抑制がかかって1938年（昭和13年）7月に大森分店隣接地に開設した大森映画劇場は鉄骨使用が禁じられて木造建築となるなど統制による営業への影響が徐々に表れ始めた。一方では1937年（昭和12年）に大森分店・五反田分店・大塚分店・錦糸堀分店の増改築が行われて増床が実現しており、当店の分店の営業面積は大幅に拡大することになった。大森分店は、地元鶴屋に資本金100万円を出資して鶴屋株式会社とし増改築を行い、白木屋が改めて賃借契約を結び鶴屋から貸室する形で新装開店した。また、関連会社として1936年（昭和11年）11月1日に株式会社東京マーケツトを設立して戸越や西荻窪、立川市、平塚市、水戸市、前橋市、太田市など関東各地に分店を置いて日用雑貨の販売を行う営業戦略も展開している。
1939年（昭和14年）5月に病弱であった第11代大村彦太郎が社長を退任して山田忍三が社長となった。
その後も政府による統制強化が続き、1940年（昭和15年）7月7日に奢侈品等製造販売制限規則が施行されて百貨店の中核であった呉服販売などが行えなくなり、価格統制や衣料品切符の統制により売場が事実上配給所と化することになった。
さらに、1941年（昭和16年）9月に本店の一部を海勢院などに供出したのを皮切りに、1942年（昭和17年）2月に大森分店の一部を日本光学工業に供出するなど店舗の供出が進んで1943年（昭和18年）上半期末には過半を供出するに至り、男子の百貨店業務への従事禁止なども重なって百貨店業は事実上休業状態となった。
また、鮎川義介が当社株式を大量に取得して日産館の供出に対応するため、本店の地下の一部と3階以上を日産に貸し出すことになった。

1944年（昭和19年）2月に五反田分店の一部を日本ゴム工業に供出して、同年3月に大森分店が全館供出となったことから移転し、同年6月に大塚分店を供出の為に移転、同年9月に錦糸堀分店の一部を野村銀行東京支店に貸し出すことになった。
その一方で、同年5月に荏原総合配給所を開設したのを皮切りに、同年8月に池袋に豊島第六指定衣料配給所、同年9月に雪が谷に大森第九指定衣料配給所を開設したほか、同年中に牛込矢来町・河田町・改代町の各総合食料配給所の開設も行った。
1945年（昭和20年）3月10日 に本店（5階・6階・8階・別館）と錦糸堀分店が東京大空襲で焼失したのを皮切りに、同年4月13日に大塚分店・河田町と改代町総合食料配給所・豊島第六衣料品配給所が、同年5月25日に大森分店・矢来町と河田町と山吹町総合食料配給所・牛込白木屋刀剣製作所が空襲で焼失した。

### 第2次世界大戦後の復活

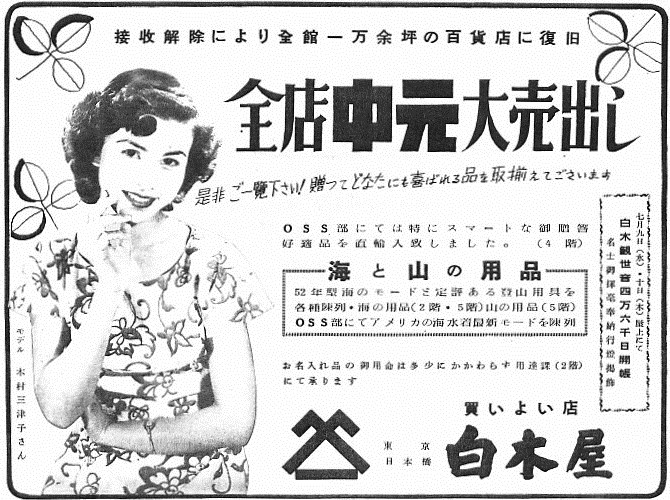
接収解除後まもなくの白木屋の広告

第二次世界大戦後も戦災による事務所不足などから貸室の返却を求めることが出来ず、商品の円滑な調達が困難であったことから戦後も貸室を続け、1945年（昭和20年）9月に本店6階を日本通運に貸し出し、同年10月1日に川端康成・久米正雄らが設立した「鎌倉文庫」に本店4階の一部を貸し出した。
1946年（昭和21年）6月に本店の一部を商工省貿易庁輸出商品陳列所に貸し出し、同年7月には本店の1階の一部と地下階を進駐軍向けの配給所であるPXとして供出させられ、同年12月18日に本店7階の食堂を改装してキャバレー「クラブシロキ」を開設するなど売場の多くを店舗として使用できない中で売上の確保を図った。
1947年（昭和22年）3月5日にNHKに本店の一部をラジオ劇場として賃貸し、1948年（昭和3年）1月23日に日本交通公社に本店1階を賃貸するなど、
百貨店以外の事業で辛うじて存続する形となった。ソニーが1946年（昭和21年）5月7日に日本橋本店の3階で創業したのも、こうした百貨店営業が出来ない状況下での貸室が行われていたことによるものであった。

1942年（昭和17年）2月、日本光学工業（現・ニコン）が、建物所有者である鶴屋株を白木屋から買取り、白木屋の貸室を戦時供出せざるを得なくなった大森分店建物については、1945年（昭和20年）11月に進駐軍に本店ビルを接収された東京海上火災保険が日本光学から鶴屋株全株を買い取り本社部門が入居した。そのため白木屋は訴訟を起こして裁判所から立ち退き命令を出してもらっている（出典なし。裁判記録なし）。所有権は鶴屋を改称した東海興業から1946年（昭和21年）11月に東京海上が取得（『東京海上八十年史』）。東京海上は大手町に1950年（昭和25年）10月5日自社ビルを完成させ大森から転出、大森営業所として残した部分や日本サルヴェージへの賃貸部分以外の大半が東京海上から貸室として明治生命や白木屋などに賃貸され（『東京海上八十年史』）白木屋は大森店を再開させた。
売上が伸ばせない状況下で、仕入れ商品の値上がりも続いて利益を圧迫されたため、1948年昭和23年）8月1日に大塚分店を運輸省に売却することになった。
1952年（昭和27年）5月15日には日本橋本店が全面的に返還されて、同年6月6日に日本橋本店が全館での営業を再開し、同年9月に資本金を2億円に増資するなど財務面の強化も進め、同年12月1日に中央線高円寺駅北口の駅ビルに高円寺分店を開設するなど小売事業の本格的な復活に向けてようやく動き出すことになった。

### 大阪資本による経営統合の模索
1939年（昭和14年）5月に病弱であった第11代大村彦太郎が社長を退任して山田忍三が社長となり、東京から撤退していた大丸と大阪を撤退していた当社の提携機運が高まり、大日本麦酒の保有していた当社株式1万株を大丸が引き受けて、同社社長の里見純吉が当社取締役に就任したのが大丸との合併構想の始まりである。
折も折、白木屋火災と大阪撤退から間もない1933年（昭和8年）春頃から、大阪・心斎橋に本店を置く大丸との合併話が持ち上がった。大丸も明治期の経営難で江戸三大呉服店の一つに数えられた江戸店（えどたな）を閉鎖に追い込まれ、再度の東京再進出を画策し関西から撤退した白木屋と利害が一致した。白木屋大阪店の損失を大丸が肩代わりし鏡山忠男社長の長男・東之介を副社長とする条件であるものの、本社は大阪・社名は大丸・社長は大丸の里見純吉という事実上の大丸による吸収合併だった。鏡山社長は経営から退くことになるが、それでよいとしていた。
主務官庁の認可が下り、1946年8月7日に合併契約書に調印し9月5日にそれぞれ臨時株主総会を開いて承認を得る運びであったが、同年8月に会社経理応急措置法が発令。大丸、白木屋とも特別経理会社に指定され、解除されない限り合併ができなくなった。白木屋は9月5日付けで特別経理会社除外申請が認められたが、国外の広範囲で事業を展開していた大丸は除外の認可が下りず、合併は実現せずに終わった。鏡山東之介は下記の乗っ取り騒動にかかわることなく、約束通り大丸に入社したが課長止まりで1980年代後半に定年退職した。
東京へ百貨店を新規に開設するより、当社を買収したほうが百貨店の東京進出は安くつくという状況だった。これに目を付けた小林富佐雄（阪急東宝グループ創業者・小林一三の長男、東洋製罐社長）が、東京進出を画策する阪急百貨店社長の清水雅に白木屋株式の取得を提案した。清水は後述の横井のように会社を掌握する考えはなかったが、白木屋株の30%ほどを取得し、大阪の阪急百貨店に対する東京の白木屋という構図で共同仕入をはじめとした業務提携を行おうと画策していた。この話に関心を示した京阪神急行電鉄（後の阪急電鉄）社長の太田垣士郎なども賛同した。しかし、小林一三が当社の業績低迷は人材の腐敗が原因だと強硬に反対し、清水や富佐雄・太田垣らは一三の反対を押し切れず乗っ取り騒動の1年ほど前に株を放出してしまった。ますます当社の株価は低迷した。
このように業務提携や経営統合が実現しなかったため、阪急百貨店は1953年（昭和28年）の東京大井店や1956年（昭和31年）の数寄屋橋阪急、大丸は1954年（昭和29年）の東京店開業とそれぞれ自力で東京に進出し、当社の経営基盤を揺るがした。

### 白木屋乗っ取り騒動
日本の経営史上に残る経営紛争の一つと言われている。
1949年（昭和24年）頃から当時繊維・食料・雑貨などの商社を経営していた横井英樹が当社株の買付を開始し、1953年（昭和28年）に日活社長の堀久作の持株と合わせると同社の過半数の株式を掌握することが判明した。
両者は共謀し、白木屋に対し両者の役員就任等を迫った。間もなく堀は白木屋株を山一證券へ売却してこの一件から手を引いた。しかし、1954年（昭和29年）遂に白木屋経営陣と横井は全面対決をすることとなり、両者がそれぞれ株主総会を実施して役員を選出するといった異常事態になった。慶應閥一族が経営する名門百貨店としては「どこの馬の骨かわからない人間に経営を任せるわけにはいかない」と横井の追い払いに躍起となった。
当時横井を金融面で支援していたのは堀とも繋がりを持つ千葉銀行であったが、1955年（昭和30年）千葉銀行は横井が金策で行き詰まってきたため、東急グループ総帥の五島慶太に支援を要請。五島は熟考の末事態の収拾に当たることとし、横井および元々堀が保有していた株式を買収して経営権を掌握。結局横井は白木屋から手を引き、東急が業績不振の白木屋を再建する目的で買収する形となり、乗っ取り騒動は一件落着した。東急電鉄が株式の過半数を取得したため、当社は1956年（昭和31年）1月に東急の傘下に入った。
なお、東急との間では、1945年（昭和20年）9月29日 に「東横百貨店」から合併の申し入れがされていたが、同年10月6日に取締役会でその合併申込を断ったところ、直後に五反田店の返還要求を東急グループから受けており、以前から当社を傘下に入れようとしていた経緯があった。
横井はこの一件で当時「希代の仕手屋」（グリーンメーラー）としてその名を轟かせることとなる。

### 東急グループの一員として
東急グループ入りの直後に第2次百貨店法の施行が決まったため、分店の運営に制約がかかることを警戒して五反田と大森、高円寺の3店は白木興業として分社化され、同社が1957年（昭和32年）4月1日に東横興業（現・東急ストア）に合併してチェーン店の一部として継承されることになった。
1958年（昭和33年）8月1日に東横百貨店を吸収合併して同年9月18日「株式会社東横」に商号変更したことで法人名としての白木屋は消えることになり、1967年（昭和42年）10月1日に「株式会社東急百貨店」に商号を変更し、同時に日本橋本店の名称を東急百貨店日本橋店へ改称したため、日本国内から白木屋の屋号も消えることになった。
一方、アメリカ合衆国のハワイ州に「シロキヤ・インコーポレイテッド」を設立し、1959年（昭和34年）10月にハワイシロキヤの店名で出店したのを皮切りに「アラモアナ店」など4店舗を出店するなど、伝統ある屋号の活用も模索された。
しかし、「シロキヤ・インコーポレイテッド」は親会社であった東急百貨店の方針により東急グループから離脱した。
1999年（平成11年）1月31日には当店の後身である東急百貨店日本橋店が閉店し、江戸時代から続いた336年の歴史に終止符が打たれることになった。
また、ハワイの「シロキヤ・インコーポレイテッド」は東急百貨店が経営再建策の中で撤退の対象となり、2001年（平成13年）に現地従業員が中心となって設立した「シロキヤ・ホールディング・LLC」に譲渡された。
当社日本橋本店跡地には日本橋一丁目ビルディングが建設され、2004年（平成16年）3月30日に店舗面積約1万m2の商業施設「コレド日本橋」が開業し、当初は、当社の小型店を継承した東急ストアが地下1階に高級スーパーマーケットの「プレッセ日本橋店」を開設していた。その後、当社の合併を断念した大丸が松坂屋と経営統合し、発足させた持株会社J.フロント リテイリングの本社が同ビルに入居している。
百貨店としての白木屋の商標はもはや国内では見ることができない。また、ハワイ・ホノルルにあるショッピングセンター「アラモアナセンター」では、「シロキヤ・ホールディング・LLC」によってShirokiya が営業を続け（#沿革を参照）、広重の絵にも描かれた「手斧を斜めに交差させた図案」のロゴシンボルも、健在であったが、2020年に閉店してしまった。

## 沿革
- 1662年（寛文2年）8月24日 - 近江長浜の材木商・大村彦太郎が日本橋通二丁目に間口一間半の小間物店「白木屋」を創業[広報 4]。
- 1665年（寛文5年） - 日本橋通一丁目に移転し、裂地類の販売を開始[広報 5]。
- 1668年（寛文8年） - 羽二重の販売を開始[広報 5]。
- 1678年（延宝6年） - 縮緬・毛氈（フェルト）・紗・綾の販売を開始[広報 63]。
- 1679年（延宝7年） - 晒し木綿の販売を開始[広報 5]。
- 1681年（天和元年） - 木綿羽織地などの販売を開始[広報 5]。
- 1684年（貞享元年） - 太物の販売を開始[広報 63]。
- 1686年（貞享3年） - 郡内絣の販売を開始[広報 5]。
- 1693年（元禄6年） - 糸物類の販売を開始[広報 64]。
- 1700年（元禄13年） - 日本橋通一丁目の東側3軒目に移転[広報 64]。
- 1704年（宝永元年） - 呉服類の販売を開始[広報 64]。
- 1711年（正徳元年）12月 - 神田からの出火で店舗が類焼[広報 65]。
- 1716年（享保元年） - 店舗が類焼[広報 65]。
- 1717年（享保2年）1月 - 小石川からの出火で店舗が類焼し、改築[広報 65]。
- 1718年（享保3年）3月 - 新右衛門町からの出火で店舗が類焼し、3日後に仮店舗で営業を再開[広報 65]。
- 1719年（享保4年）5月 - 店舗と倉を新築[広報 65]。
- 1732年（享保17年） - 店舗を改築[広報 66]。
- 1735年（享保20年） - 深川蔵屋敷を建設[広報 67]。
- 1751年（宝暦元年） - 市ヶ谷店を開店[広報 68]。
- 1758年（宝暦8年）5月 - 平松町に土蔵を建設[広報 68]。
- 1767年（明和4年）
  - 4月 - 金六町からの出火で店舗が類焼し、平松町の仮店舗で営業を再開[広報 69]。
  - 11月 - 新店舗が完成して営業を開始[広報 69]。
- 1772年（安永元年）2月 - 目黒行人坂からの出火で店舗が類焼し、直ちに新店舗を建設して営業を再開[広報 69]。
- 1806年（文化3年）
  - 3月 - 芝大木戸からの出火で店舗が類焼[広報 70]。
  - 11月 - 新店舗が完成して営業を開始[広報 70]。
- 1815年（文化12年） - 佐久間町からの出火で店舗が類焼し、新店舗を建設して営業を再開[広報 71]。
- 1834年（天保5年） - 佐久間町からの出火で店舗が一部類焼し、新店舗を建設して営業を再開[広報 71]。
- 1846年（弘化3年）1月 - 丸山からの出火で店舗が類焼し、改築[広報 72]。
- 1858年（安政5年） 11月 - 佐久間町からの出火で店舗が類焼し、改築[広報 73]。
- 1859年（安政6年） 6月 - 本建築が完成し、新装開店[広報 73]。
- 1866年（慶応2年）11月 - 乗物町からの出火で店舗が類焼し、仮普請で営業を再開[広報 74]。
- 1868年（明治元年）9月16日 - 市ヶ谷店を閉店[広報 14]。
- 1872年（明治5年）9月21日[広報 14] - 近江屋富沢町店を閉店し[広報 75]、深川佐賀町に移転[広報 14]。
- 1878年（明治11年）11月1日 - 総檜造り平屋建ての店舗が完成し、新装開店[広報 17]。
- 1886年（明治19年）10月1日 - 洋服部を創設[広報 76]。「白木屋仕込み」として流行。
- 1890年（明治23年）5月9日 - 店内4箇所に電灯を設置[広報 76]。

東コート（婦人用和服用コート）を創案・販売。
- 1894年（明治27年）
  - 5月20日 - 地震で被災[広報 77]。
  - 8月13日 - 店舗を改築し、新装開店[広報 77]。
- 1903年（明治36年）10月1日 - 和洋折衷3階建ての店舗を建設し、新装開店[広報 78]。

座売りを廃し陳列式とし、ショーウィンドウ、女子店員を採用。
日本の百貨店初の「食堂」設置。ただし、近隣のすし屋、しるこ屋、そば屋が出店、子ども遊戯室での営業。
- 1904年（明治37年）
  - 7月7日 - 機関誌「家庭のしるべ」を発刊[広報 78]。
  - 雑貨部を設置[広報 78]。
  - 通信販売を開始[広報 78]。
- 1905年（明治38年）
  - 1月5日 - 日本の百貨店初の「福引き」を開催[広報 78]。
  - 10月 - 出張販売を開始[広報 78]。
- 1908年（明治41年）
  - 4月1日 - 既製服の販売を開始[広報 80]。
  - 5月1日 - 靴の販売を開始[広報 80]。
  - 6月1日 - 大和スカートの販売を開始[広報 80]。
- 1910年（明治43年）12月1日 - 文房具売り場を開設[広報 81]。
- 1911年（明治44年）
  - 10月1日 - 5階建てに増築し、日本の百貨店初の「客用エレベーター」および「回転ドア」設置[広報 82]。3階に開設された余興場で常設の「白木屋少女音楽隊」による演奏を開始[広報 83]。自動車による送迎と夜間のイルミネーションの点灯を開始[広報 84]。
  - 12月7日 - 「白木屋少女音楽隊」が初の少女歌劇・「羽子板」の上演を開始[広報 85]。（作曲は本居長世で、作詞は余興部員が行った[広報 86]。）
- 1912年（明治45年）4月1日 - 大阪出張店を陳列式店舗に改装し、ショーウインドーを開設[広報 84]。
- 1915年（大正4年）
  - 7月1日 - 旅行用品の販売を開始[広報 87]。
  - 10月1日 - 室内装飾部・銘茶部・鰹節部を開設[広報 87]。
- 1917年（大正6年）
  - 3月31日[広報 88] - 余興場と「白木屋少女音楽隊」を廃止[広報 89]。
  - 6月1日 - 横浜市尾上町6丁目に横浜出張所を開設[広報 88]。
  - 8月18日 - 営業組織を呉服と雑貨に分離。
  - 10月30日 - 4階を増築して洋家具売り場を新設し、新装開店[広報 90]。
- 1919年（大正8年）
  - 2月28日 - 資本金500万円で株式会社白木屋呉服店を設立[広報 91]。
  - 4月1日 - 自動車販売部を新設[広報 90]。
  - 6月15日 - 温室・盆栽展示場・休憩所のある屋上庭園を開設[広報 90]。
  - 8月1日 - 薬品部を新設[広報 90]。
  - 8月 - 白木屋、三越、髙島屋、松坂屋、松屋で「五服会」を結成。
  - 9月1日 - 5階を増築し、催事場を開設[広報 90]。
  - 11月 - 化粧術部を新設[広報 92]。
  - 12月1日 - 5階に美粧室と理髪室を開設[広報 93]。
- 1920年（大正9年）11月1日 - 梅田出張売店開設[広報 20]。
- 1921年（大正10年）
  - 6月1日 - 小口商品券の発行を開始[広報 93]。
  - 10月1日 - 大阪支店開店[広報 93]。
  - 12月16日 - 本店2階に初のレジスターを設置[広報 94]。
- 1922年（大正11年）
  - 4月1日 - 呉服雑貨格安品の常設売り場を開設[広報 94]。
  - 4月14日 - 和洋楽器・小鳥・絵葉書の販売を開始[広報 94]。
- 1923年（大正12年）
  - 5月15日 - 神戸出張店開店[広報 21]。
  - 9月1日 - 関東大震災も伴う火災で日本橋本店は全焼[広報 27]。
  - 9月15日 - 丸の内出張店の営業を再開すると共に、横浜出張店と北海道出張店を閉店[広報 21]。
  - 10月8日 - 九段下出張所を開店[広報 21]。
  - 10月25日 - 四谷塩町出張店を開店[広報 95]。
  - 11月1日 - 仮普請のバラック建築にて本店の営業を再開[広報 28]。
- 1925年（大正14年）
  - 8月 - 大阪店で日本初のネオンサインを点灯[広報 96]。
  - 9月1日 - 京阪出張店を開店[広報 96]。
- 1927年（昭和2年）3月13日 - 神戸出張店を閉店[広報 25]。
- 1928年（昭和3年）
  - 8月23日 - 「株式会社白木屋」に商号を変更[広報 97]。
  - 12月3日 - 日本橋本店の新館（西館）が完成[広報 35]。
  - 12月18日 - 五反田分店開店[広報 98]。
- 1929年（昭和4年）
  - 2月 - 大森分店と通二売店を開店[広報 35]。
  - 4月30日 - 梅田出張売店を閉店[広報 24]。
  - 4月 - 麻布分店を開店[広報 35]。
  - 5月1日 - 大塚分店を開店[広報 35]。
  - 9月30日 - 大井分店を開店[広報 34]。
- 1930年（昭和5年）
  - 5月1日 - 錦糸堀分店を開店[広報 34]。
  - 5月 - 神楽坂分店と京都分店を開店[広報 34]。
- 1931年（昭和6年）
  - 9月19日 - 日本橋本店（西館）に隣接して東館が完成し全館（地上8階地下2階）開店[広報 26]。
  - 12月1日 - 京都分店'が焼失[広報 26]。
- 1932年（昭和7年）
  - 3月 - 月賦販売を開始[広報 26]。
  - 7月31日 - 大阪支店閉店[広報 26]。
  - 11月15日 - 「京阪デパート」設立[10]。
  - 12月16日 - 小田急売店を開店[広報 36]。
  - 12月16日 - 白木屋大火が発生。日本初の高層建築物火災となった。
  - 12月24日 - 上記の火災で営業を休止していた日本橋本店の3階以下の部分で営業再開[広報 36]。

- 1933年（昭和8年）
  - 春 - 大丸との経営統合が検討開始。
  - 6月21日 - 「京濱デパート」設立[35]。
  - 6月9日 - 日本橋本店が改装開店。

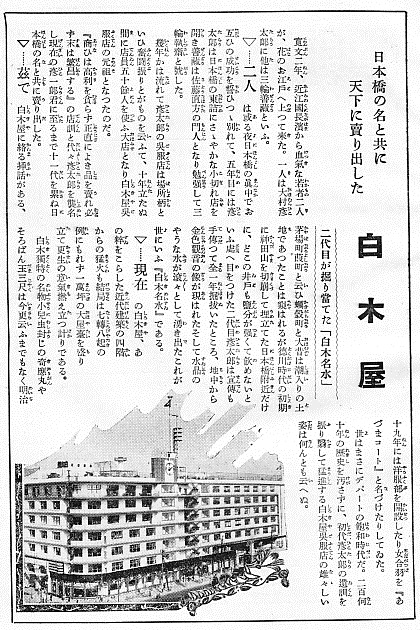
1930年代の白木屋の広告。左下に大火で改装後の白木屋の建物が写っている。

- 1935年（昭和10年）11月3日 - 池袋駅頭に菊屋デパートが開店[36]。
- 1943年（昭和18年）2月 - 白木航空機材株式会社を設立[広報 44]。
- 1945年（昭和20年）
  - 3月10日 - 本店（5階・6階・8階・別館）と錦糸堀分店が空襲で焼失[広報 51]。
  - 4月13日 - 大塚分店、河田町と改代町総合食料配給所、豊島第六衣料品配給所が空襲で焼失[広報 51]。
  - 5月25日 - 大森分店、矢来町と河田町と山吹町総合食料配給所、牛込白木屋刀剣製作所が空襲で焼失[広報 51]。
  - 8月31日 - 白木航空機材株式会社が白木興業に商号を変更[広報 51]。
- 1946年（昭和21年）
  - 3月12日 - 資本金30万円で「白木金属工業」を設立[広報 54]。
  - 4月30日 - 白木屋従業員組合が結成される[広報 54]。
  - 12月18日 - 本店7階に「クラブシロキ」を開設[広報 54]。

大丸との経営統合の書類に調印予定も、法規制のため失敗に終わる。
- 1949年（昭和24年） - 東京証券取引所上場。
- 1950年（昭和25年） - 阪急百貨店・東洋製罐・京阪神急行電鉄が当社株式の取得を図るが、小林一三の反対で断念。
- 1954年（昭和24年） - 白木屋乗っ取り騒動。
- 1956年（昭和31年）
  - 1月14日 - 東京急行電鉄グループ入り[広報 99]。
  - 11月1日 - 「白木興業」を設立し、五反田店・大森店・高円寺店を分社化[広報 100]。
- 1957年（昭和32年）
  - 3月13日 -日本橋本店の増改築を行って新装開店[広報 100]。
  - 4月 - 東横興業が白木興業を合併[24]。
- 1958年（昭和33年）8月1日 - 東横百貨店を合併。資本比率1：1。社名を「株式会社東横」へ変更。日本橋本店の呼称には「白木屋」を残した。
- 1959年（昭和34年）
  - アメリカ合衆国ハワイ州に、「シロキヤ・インコーポレイテッド」を設立
  - 10月 - ホノルル市に開業したショッピングセンター「アラモアナセンター」に、初めての海外店舗「アラモアナ店」をシロキヤ・インコーポレイテッドが開店[37]。
- 1964年（昭和39年）12月15日 - 白木金属工業が東京急行電鉄の傘下に入る。
- 1967年（昭和42年）10月1日[26] - 「株式会社東急百貨店」に商号を変更し[26]、同時に日本橋本店の名称を東急百貨店日本橋店へ改称したため[27]、国内の「白木屋」を呼称する店舗が消滅。
- 1973年（昭和48年） - ハワイ州マウイ島のショッピングセンター「カアフマヌ・センター」内にマウイ店開店（シロキヤ・インコーポレイテッド）。
- 1981年（昭和56年） - ハワイ州ホノルル市のショッピングセンター「パールリッジセンター」内にパールリッジ店開店（シロキヤ・インコーポレイテッド）。
- 1999年（平成11年）1月31日 - 東急百貨店日本橋店閉店、336年の歴史に幕[30]。
- 2001年（平成13年） - 海外事業からの完全撤退を決定。3月にマウイ店、5月にはパールリッジ店を閉店したが、3万人の嘆願書を受け、アラモアナ店の閉店計画を中止し、3月30日に同店およびその経営権を現地経営陣（シロキヤ・ホールディング・LLC）に売却した。売価は1ドルであった[要出典]。
- 2020年 - アラモアナ店を閉店した。

## 白木観音・白木名水

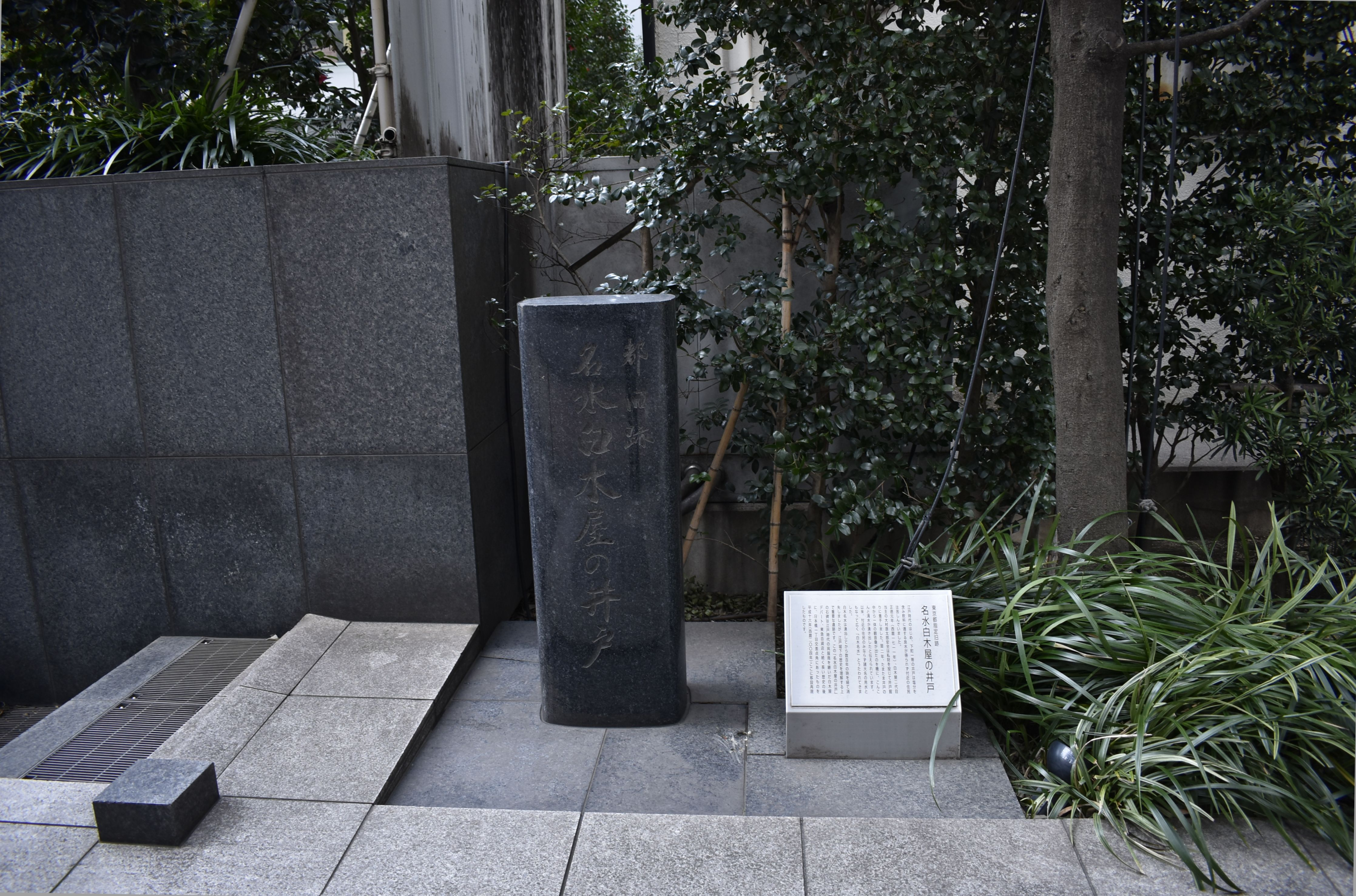
「名水白木屋の井戸」石碑（2020年3月6日撮影）

初代彦太郎の時代は、江戸が大きな都市として膨らむ時期で、水の悩みが絶えなかったらしく、それから50年後の正徳元年（1711年）に、二代目安全は日本橋一帯の良水の乏しさを救うため、白木屋の店内に井戸を掘ることを思いついた。これはなかなかの難工事で、途中で挫折しそうであったが、ある日、井戸掘りの鍬の先に手応えがあって、一体の観音菩薩像が出現し、これを機に良水がこんこんと湧き出してきたと伝えられる。そこで白木屋は店内に祠を建て、観音像を祀ったところ、人々の参詣はひきもきらず、四万六千日ご開帳当日の賑わいは「東都歳時記」にも登場するほどの江戸名物となった。この霊水は良水の不足に悩む付近の人々を潤したばかりでなく、この水のおかげで長年の病気が癒えたという人も出たと伝えられてきた。
閉店にあたり、観音像は浅草の浅草寺 淡島堂（せんそうじ あわしまどう）に遷座することとなり、白木名水は湧き出してから数百年の時を経て白木屋とともに建物の取り壊しにより消失した。江戸城下の歴史を理解するうえで重要な遺跡として東京都指定旧跡に指定されており、日本橋一丁目交差点角にあった「名水白木屋の井戸」の石碑は2004年（平成16年）にCOREDO日本橋アネックス広場内に移設再現されている。

## 白木屋大火
日本の都市災害史に残る大火災のひとつ。1932年（昭和7年）12月16日午前9時15分ごろ、4階の玩具売り場で火災が発生。地下2階、地上8階の建物の4階から8階までを全焼して午後12時過ぎに鎮火した。火災による死者が1人、墜落による死者が13人、傷者が67人という、日本初の高層建築物火災となった。
当時、白木屋は歳末大売出しとクリスマスセールが重なり、店内は華やかな飾りつけがなされていた。開店前の点検でクリスマスツリーの豆電球の故障を発見し、開店直後に男性社員が修理しようとした時、誤って電線がソケットに触れたためスパークによる火花が飛び散り、クリスマスツリーに着火。火は山積にされたセルロイド人形やおもちゃに燃え移り瞬く間に猛烈な火炎をあげた。この社員は消火活動をしているうちに煙に巻き込まれ一酸化炭素中毒で死亡した。4階にいた55人の客や店員は驚いて避難を開始したが、火の勢いはますます大きくなり、エレベーターや階段が煙突の役割をして4階から最上階の8階までが猛煙に包まれた。日本橋消防署の望楼勤務員がこの火災を発見し、ポンプ車29台、ハシゴ車3台などを出動させて消火活動にあたったが、ハシゴ車は5階までしか届かず、ポンプも送水圧力が上がらないため5階以上への放水はできなかった。
日本橋消防署に在籍していた器械体操の経験者が、消防車積載の梯子を外壁に垂直にかけてよじ登り、ロープで固定して避難ルートを作った上で被災者を誘導したが、一部の客や店員らはパニックに陥り、売り場にある布やカーテンを結んでロープ代わりにしたり、女性店員の帯を結んで脱出を試み、途中で切れて転落死した。また、消防部が地上で張った救助ネットをめがけて7階から飛び降りて助かった客や店員が80人前後いたが、目測を誤って地面に激突して死亡した人もいた。
これを教訓に、神田消防署に特別救助隊の前身となる「専任救助隊」が編成される。
白木屋店長は、客や従業員を誘導して屋上に避難し（階下に降りられなかったため）、客の生命を守った。
この火災によってセルロイド製玩具の危険性が社会問題となり、各百貨店の玩具売り場からセルロイド玩具が一斉に姿を消した。しかし、他に代替できる素材が存在しなかったため、しばらくするとセルロイド玩具は再び販売されるようになる。火災以降、セルロイド不燃化や代替素材の研究開発が進められたが、実現したのは戦後になってからだった。
物理学者の寺田寅彦はこの火災を受けて「よほど用心しないと、デパートというものは世にも巧妙な大量殺人機械になる恐れが充分にある」と述べたが、それは千日デパート火災や大洋デパート火災などで繰り返されることになった。
なお、白木屋は火災から一週間後となる12月24日に営業を再開。好奇心から詰めかけた客で、たびたび入場制限をかけるほどの賑わいを見せ、売上は火災前一日平均の倍程度に達した。

### 白木屋ズロース伝説
この火災では、逃げ遅れた高層階の女性店員が転落死している。和服を着ていた女性店員たちは下着を着けていなかったため、陰部が野次馬に晒されるのを防ぐため風でめくれる裾を押さえようとして、思わず命綱を手放し転落死したとされている。また、この悲劇を教訓として女性へズロース着用が呼びかけられたことで、ズロースを履く習慣が広まり、洋装化が進んだとされている。ただしこの通説には疑問が呈されている。
まずズロースが原因で転落死したという点について、白木屋専務の山田忍三が23日の朝日新聞で避難活動の様子を談話の形で発表し、5階、4階と樋や命綱を伝わって降りてきた和装の女性店員が2、3階まで来たところで野次馬に見られていることに気が付き、羞恥心から裾の乱れを直そうとして墜落し負傷したケースがあったため、今後は女性店員にズロースを履かせることにしたと述べている。つまり、ここでいう女性店員とは転落死した高層階の店員のことではない。しかし、28日の都新聞の記事では両者が結びつけられ、女性店員が転落死したのはズロースを履いていなかったからだと報じ、読者にズロース着用を呼びかけた。以降、この都新聞の記事の内容が他の新聞でも反復されている。
火災がきっかけでズロースが広まったとする点についても、火災から1年半後の福岡日日新聞の1934年6月22日の記事にて、90%以上の女性がズロースを履いていないことを報じている。同記事では、都新聞の内容を反復しており通説が浸透しだしているが、それがズロースの着用率を高めるには至っていない。そもそも、災害を教訓にしたズロース着用の呼びかけは関東大震災の際にもあったが、このときもズロースの普及は実現しなかった。
白木屋火災をきっかけとしたズロースの着用率増加はせいぜい1%程度とみられており、ズロースの本格的な普及が始まるのは火災から10年ほど経ってからである。当時の日本人は腰巻の習慣が長く、ズロースを着用するようになるにはかなりの時間が必要だった。のちにズロースが普及したのは、女性が男性と同じ職に就くようになるにつれ、職業婦人としての洋装が定着したからである。

## 過去に存在した店舗

### 百貨店

#### 日本橋店
1928年に西館、1931年に東館が完成した。設計は石本喜久治。東館は三越日本橋本店に対抗してアール・デコ調の装飾が採用された。1957年の改装で装飾が失われた。
1967年（昭和42年）10月1日に「株式会社東急百貨店」に商号を変更したため、同時に日本橋本店の名称を東急百貨店日本橋店へ改称した。
1981年（昭和56年）、1988年（昭和63年）9月と改装を行い、1992年（平成4年）4月には別館「東急クロワゼ」もオープンした。
東急百貨店社内では本店（東横店と合算）、さっぽろ店に次ぐ売上があった。しかし、髙島屋東京店（現・日本橋髙島屋S.C.）や三越日本橋本店ほど高級ブランドが誘致できないため、日本橋でも3番手に甘んじていた。さらに、1990年代後半に入ると、髙島屋新宿店開業などで顧客が都内西部に流出し、日本橋の地位が低下したため採算が悪化した。1998年（平成10年）1月期の売上高は前期比4.3%減の370億3000万円にとどまったことから、1998年9月16日には既に店舗閉鎖と跡地の売却を複数の企業に打診したと報じられた。翌9月18日に東急百貨店が発表した五カ年の中期経営計画では、シンガポールと香港から年度内の撤退、タイの2店舗中1店舗を現地企業に売却するほか、当店の閉鎖・売却が盛り込まれた。
1999年（平成11年）は正月2日から閉店セールを開始した。新聞・テレビなどで大きく報道されたこともあって初日から大盛況となり、店として過去最高で前年の5倍以上の10万7000人が訪れ7億円強を売り上げた。社会現象とも言われ、店じまいした1月末（1月31日）までの来店客は204万人。年商の約半分の165億円を売り上げるほどであった。不採算による閉店が理由だけに、皮肉な"閉店景気"とも揶揄された。
1999年（平成11年）1月31日が営業最終日となった。白木屋は1917年（大正6年）5月に開催した角力（すもう）展覧会がきっかけで相撲界との密接な関係が生まれ、「白木屋という店名が白星につながる」ということで、大相撲の力士の化粧回しなど衣類一式を一手に引き受けてきた。閉店セレモニーでは、大相撲、第27代木村庄之助が特設舞台で「本日をもって千秋楽でございます」と結びの触れを行い、旭鷲山らの三本締めで336年の歴史を閉じた。
跡地には日本橋一丁目三井ビルディングが建設され、2004年（平成16年）3月30日に店舗面積約10,000m2の商業施設「コレド日本橋」が開業し、当社の小型店を継承した東急ストアが地下1階に高級スーパーマーケットの「プレッセ日本橋店」を開設した。しかし、同店は2014年3月30日に閉店している。

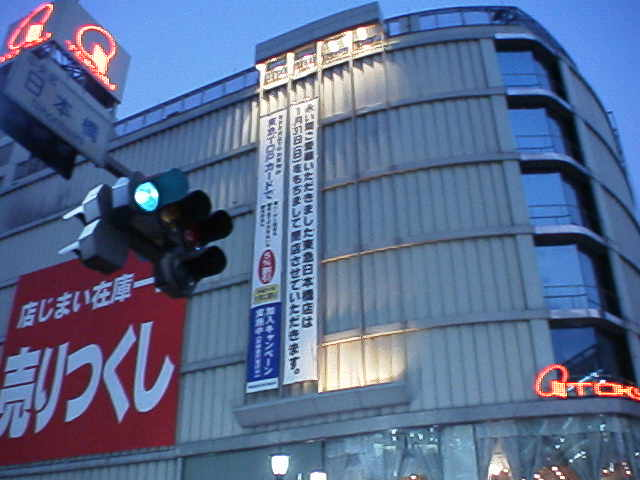
閉店直前の東急百貨店日本橋店（1999年1月28日）

#### 大阪支店

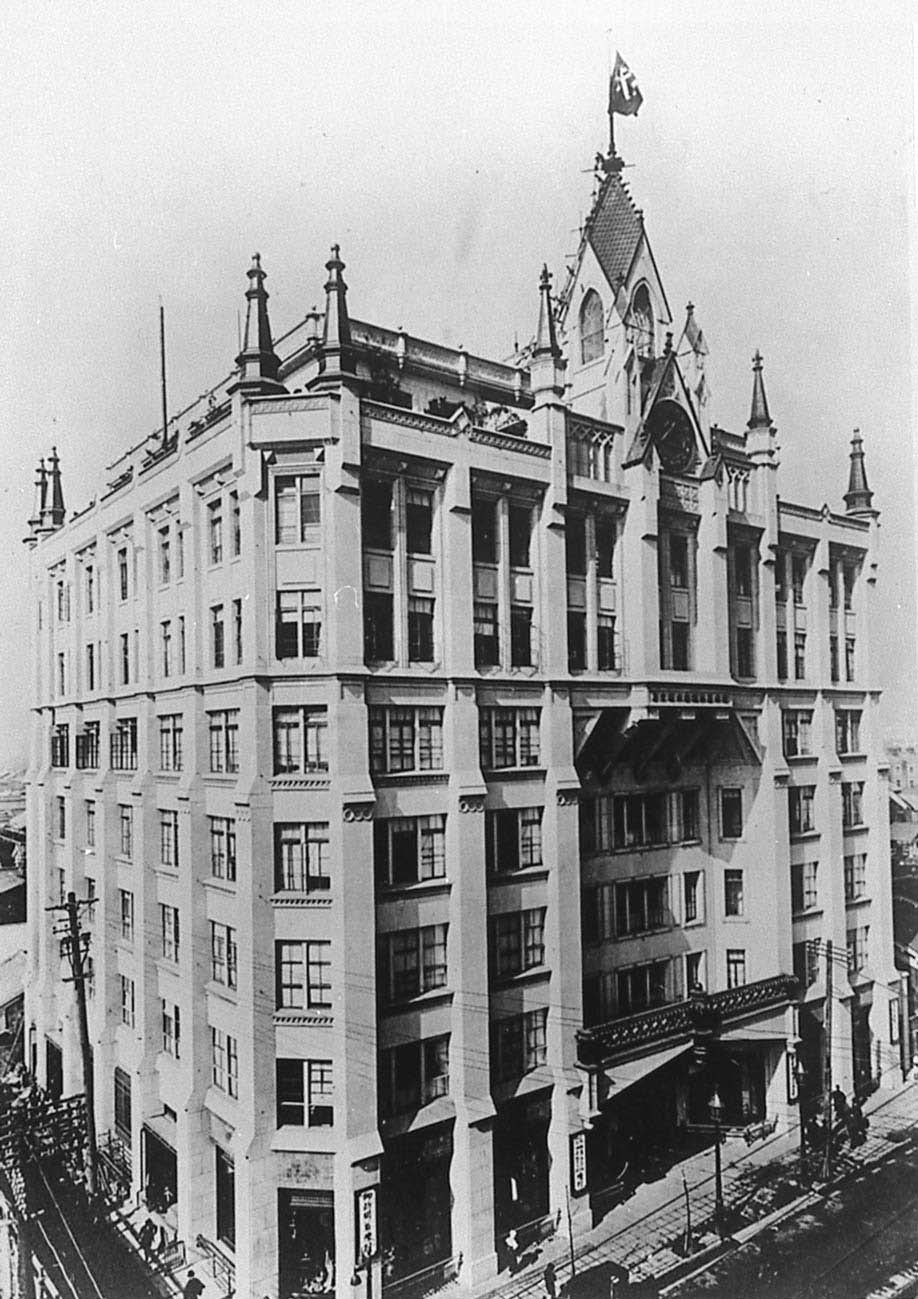
営業当時の白木屋大阪支店

大阪市東区備後町2-56。　堺筋　地上8階建。
1921年（大正10年）10月1日開店。1932年（昭和7年）7月31日閉店。
設計：田中實　建設：清水建設
堺筋備後町（現在の堺筋本町駅北側）の角に建設した3,075坪の店舗で、1924年（大正13年）春には堺筋の大阪支店の「うすべり」を剥がしてリノリウム貼りに改装して土足入場に切り替えた。出店当初は市電が走る堺筋がメインストリートで、当店の北側には三越大阪支店（現在のThe Kitahama）、南側には髙島屋大阪店（長堀橋の旧店舗、長堀髙島屋）、松坂屋大阪店（現在の髙島屋東別館）などが立地していた。しかし、地下鉄御堂筋線と合わせて建設された御堂筋がメインストリートとなった。御堂筋に面する大丸大阪店（大丸心斎橋店）や十合大阪本店（心斎橋そごう）といった既存の百貨店に加えて、新たに梅田の阪急うめだ本店や難波の南海髙島屋といったターミナルデパートが出店し、大きく業績を伸ばした。このため、オフィス街にとどまった当店の業績が低迷し、閉店することとなった。また、当店進出や営業赤字による莫大な損失を穴埋めするため、大丸による救済合併も模索された。1936年（昭和11年）に店舗跡の建物が野村生命保険に約170万円で売却され、第二野村ビルヂングとなった。

### 小型店（分店・出張店）

#### 東京

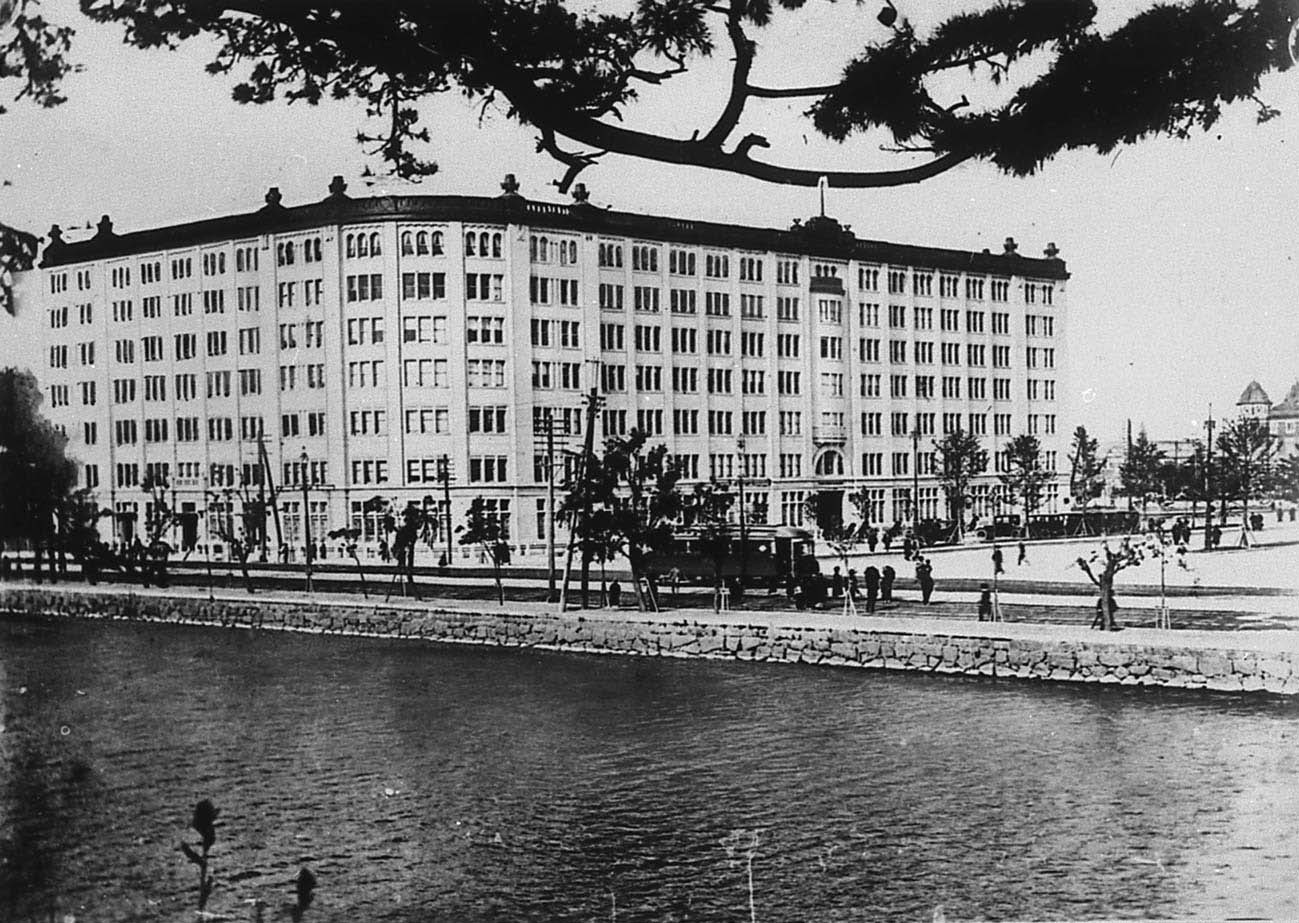
初代丸の内出張所が置かれていた東京海上ビルディング旧館

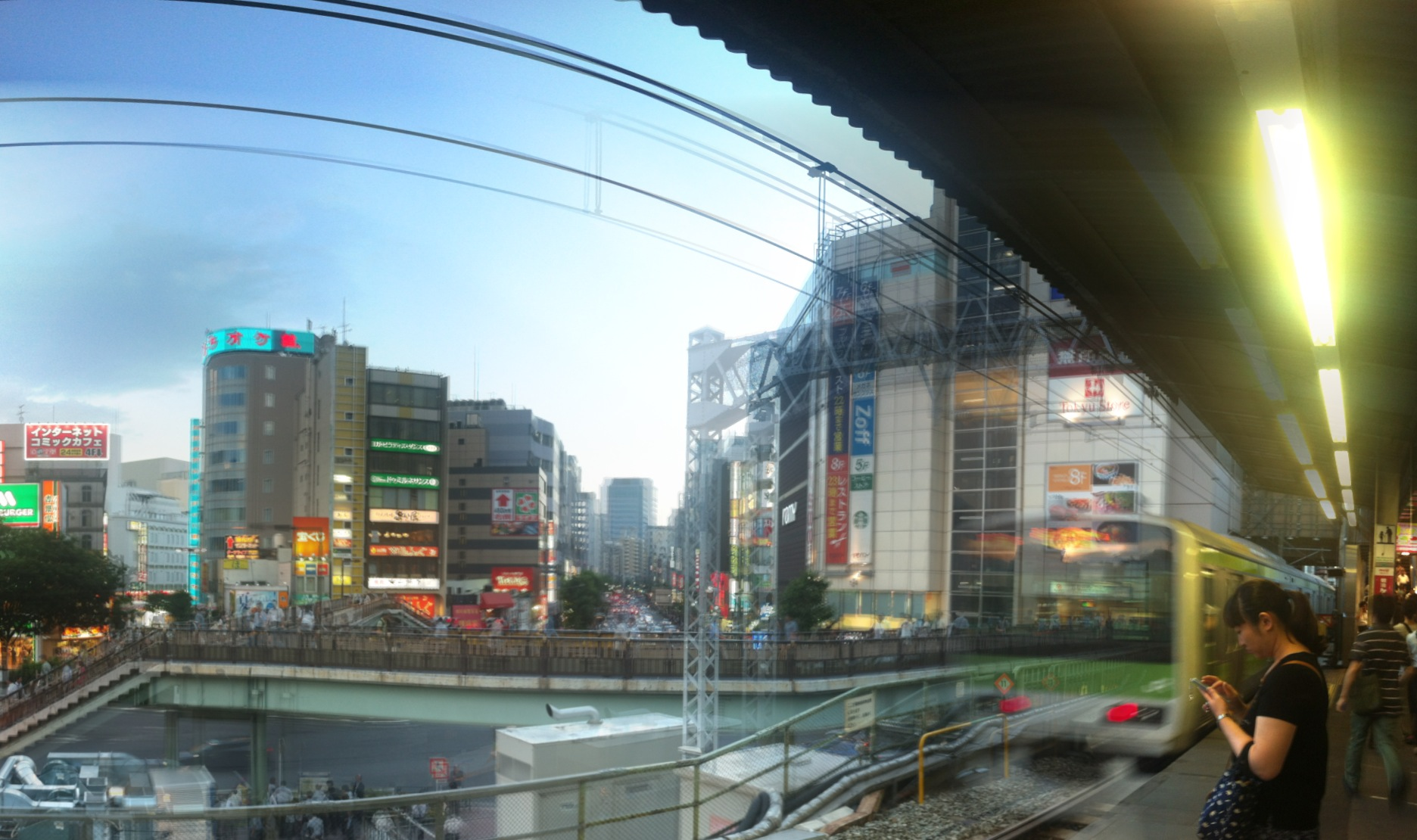
山手線から見た五反田駅前の風景。右側に旧・五反田分店（現五反田東急スクエア）がある。

- （初代）丸の内出張所

麹町区（現・千代田区）丸の内、東京海上ビル内
1921年（大正11年）11月28日に丸の内ビルヂング内に（2代目）丸の内出張所が開設されたことに伴い、海上ビル出張所へ改称した。
- （2代目）丸の内出張所

1921年（大正11年）11月28日開店。
- （3代目）丸の内出張店

1923年（大正12年）2月15日開店。
- （4代目）丸の内出張所

1923年（大正12年）9月20日開店。1926年（大正15年）9月10日閉店。
東京市麴町区永楽町1-1丸の内ビルヂング1階。関東大震災直後に一階正面左角の三菱商事跡の一角を借り受けて営業した。
店舗面積約83坪。
- 丸の内家具店

1923年（大正12年）11月15日開店。
東京市麴町区永楽町1-1丸の内ビルヂング裏。
丸ビル裏に「丸の内特売場」として開設され、1924年（大正13年）9月23日に丸の内家具店となった。
- 通2丁目売店

1929年（昭和4年）3月開店。1929年（昭和4年）9月閉店。
日本橋区（現・中央区）日本橋通2丁目に開設した店舗であったが、わずか半年ほどで閉店となった。
- 五反田分店

品川区東五反田2-1-2（旧・品川区五反田1-272）　池上電気鉄道 五反田駅ビル（2階建）
1928年12月18日開店。1956年白木興業へ分社・譲渡。
鉄筋コンクリート造地下1階地上4階建て、延べ床面積5,815m2、売場面積5,043m2。
1936年（昭和11年）2月28日に一旦閉店して1936年（昭和11年）12月11日に増床して新装開店した。
1956年（昭和31年）6月施行の第2次百貨店法による規制を避けるため白木興業として分離独立した後、1957年（昭和32年）4月1日に合併により東横興業へ移管されて五反田東急ストアになった。
その後レミィ五反田を経て2020年4月に五反田東急スクエアとなる。
- 大森分店

1929年（昭和4年）2月開店。
大田区大森北1-5-1-101（旧・大森区入新井5-345）　大森駅東口。設計：石本喜久治。
鉄筋コンクリート造地下1階地上5階建て、延べ床面積10,702m2、売場面積9,388m2。
1937年（昭和12年）1月21日に一旦閉店して地元鶴屋に出資して資本金100万円で設立した鶴屋株式会社が建て替え工事を行い、白木屋が鶴屋と賃借契約する形で同年11月8日に増床して新装開店した。
この2代目店舗は隣接地に映画館を併設する構想だった。1938年（昭和13年）7月、映画館部分が鉄骨使用が禁じられて木造建築となるなど統制による影響を受けながら建設され、大森映画劇場兼店舗として使用された。
第2次世界大戦中は、統制経済のもと1942年（昭和17年）3月19日に軍需物資を生産していた日本光学工業（現・ニコン）に3階4階を貸室として供出することとなり同社の本店と設計が入居、1943年（昭和18年）10月には全館供出となったため、1944年（昭和19年）3月入新井地内に店舗を移転させた。
1945年（昭和20年）5月25日に空襲で全焼した。
第2次世界大戦後は1945年（昭和20年）11月に、GHQに丸の内の本店ビルを接収させられた東京海上火災保険が、当ビル所有者の株式会社鶴屋の株を日本光学から全株買取り、ビル名を大森東海ビルディングとして本店部門を入居させた。株式会社鶴屋はその後、東海興業株式会社と改称していたが、1946年（昭和21年）11月、東京海上は東海興業から建物を買い取った。白木屋は訴訟を起こして1950年（昭和25年）、裁判所から東京海上の立ち退き命令を出してもらった（出典なし。裁判記録なし）。東京海上は大手町に自社ビルを1950年（昭和25年）11月に完成させ大森本店は退出、移転した。東京海上は大森営業所以外の大半を賃貸に出したので白木屋は明治生命などとともに賃借（「東京海上八十年史」）、大森店として営業を再開させた。
運営については、1956年（昭和31年）6月施行の第2次百貨店法による規制を避けるため白木興業として分離独立した後、1957年（昭和32年）4月1日に合併により東横興業へ移管されて東急ストア大森店になった。

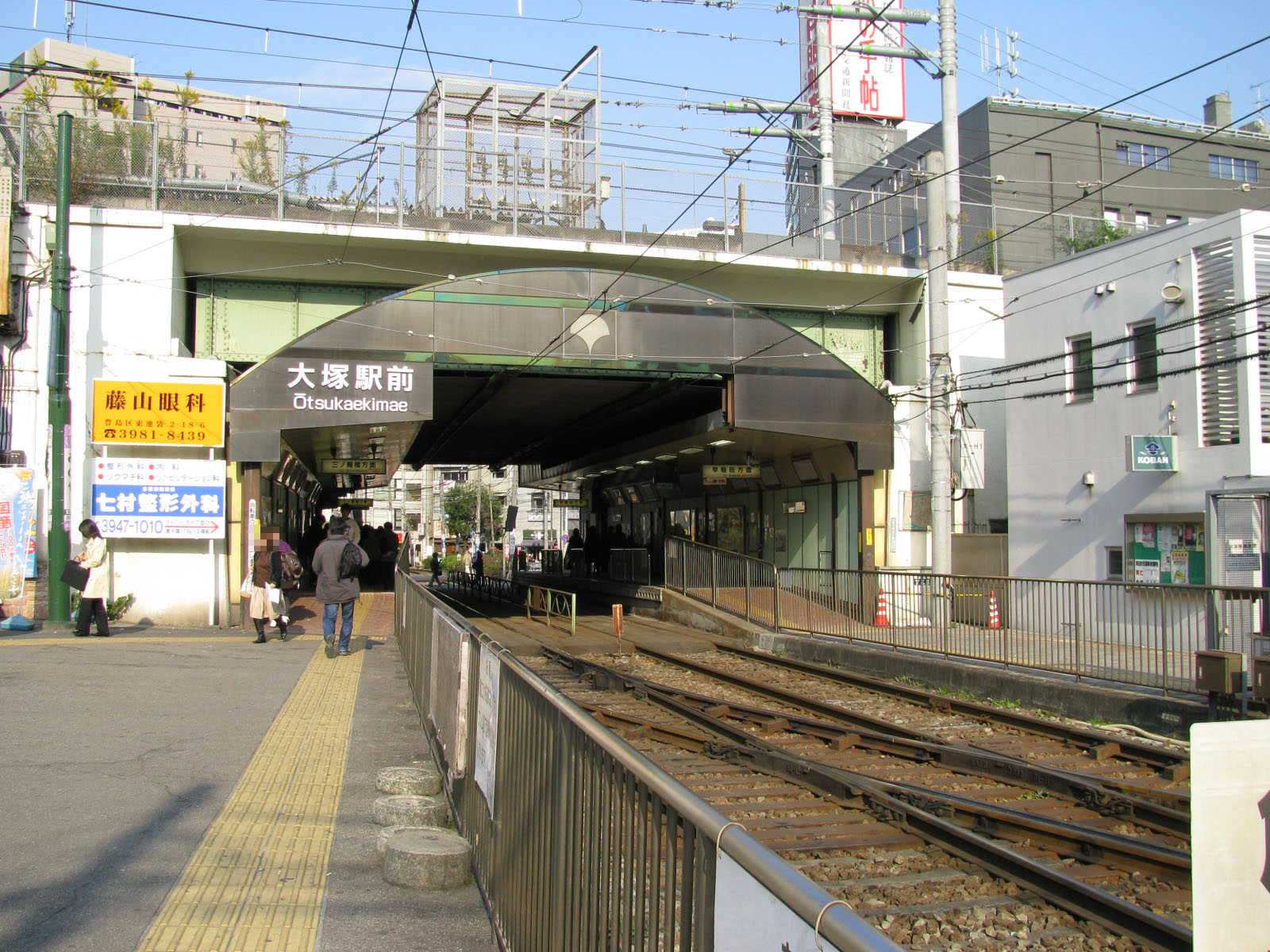
東京都電荒川線大塚停留所。山手線向かいの灰色のビルが旧・大塚分店（撮影時点では大塚ビル）

- 大塚分店

1929年（昭和4年）5月1日開店。
豊島区巣鴨6-1344（旧・巣鴨町巣鴨平松1344）（現・豊島区北大塚1-16-6）　大塚駅北口。設計：石本喜久治。
鉄筋コンクリート造地下1階地上5階建て、延べ床面積5,590m2、売場面積4,942m2。
1936年（昭和11年）9月6日に一旦閉店して建て替え工事を行い、1937年（昭和12年）6月1日に増床して地上5階建て延べ床面積約1,500坪の新店舗として新装開業した。
1945年（昭和20年）4月13日に空襲で全焼した。
第2次世界大戦後に売上が伸ばせない状況下で、仕入れ商品の値上がりも続いて利益を圧迫されたため、1948年（昭和23年）8月1日に運輸省に売却することになった。
京都を中心に池袋などに展開していた百貨店「丸物」の兄弟会社の「三都」が買収して、1956年（昭和31年）10月に売場面積約900坪の「松菱ストアー」が開業した。しかし、1959年（昭和34年）11月29日に閉店となった。
その後、丸物及び松菱のオーナーである谷政二郎の一族が運営する雑居ビル「大塚ビル」となったがが、2017年に解体。
- 錦糸堀分店

本所区江東橋4-2-1（現・墨田区）
1930年（昭和5年）5月1日開店。
1937年（昭和12年）に大規模な増改築工事を行って増床した。
鉄筋コンクリート造地上3階建て、延べ床面積3,057m2、売場面積2,927m2。
JR錦糸町駅前の城東電気軌道錦糸堀停留所に開設した店舗を借りて出店していたため、店舗の1階に電車が発着していた。
1945年（昭和20年）3月10日に空襲で全焼した。
戦後も戦災で焼けた状態のまま補修工事がほとんど行われぬまま1階のみが使用される状況が続いたが、改修されて墨田区内で当時唯一の大型店であった江東デパートとなった。
解体後、現・東京トラフィック錦糸町ビル（東京都交通局のビル）。
- 麻布分店

1929年（昭和4年）4月開店。1939年（昭和14年）7月16日閉店。
麻布区網代町2（現・港区）麻布十番
木造地上2階建て、延べ床面積973m2、売場面積890m2。
- 大久保分店

1929年（昭和4年）開店。1930年（昭和5年）閉店。
淀橋区（現・新宿区）大久保
業績不振で短期間に閉鎖になった。
- 大井分店

1929年（昭和4年）9月30日開店。1933年（昭和8年）閉店。
品川区大井駅前
- 帝大分店

本郷区（現・文京区）
- 神楽坂分店

牛込区神楽町3-2（現・新宿区）
1930年（昭和5年）5月開店。1939年（昭和14年）7月16日閉店。
木造地上3階建て、延べ床面積973m2、売場面積838m2。
神楽坂演芸所跡に出店し、当店の進出をきっかけに周辺の商店街で倒産・破産・移転・業態転換が続出することになった。
- 高円寺分店

1952年（昭和27年）12月開店。
杉並区高円寺駅北口の駅ビルに開設された店舗面積約1,200m2の店舗である。
1956年（昭和31年）6月施行の第2次百貨店法による規制を避けるため白木興業として分離独立した後、1957年（昭和32年）4月1日に合併により東横興業へ移管されて高円寺東急ストアになった。
- 九段下出張所

1923年（大正12年）10月8日開店。1924年（大正13年）1月31日閉店。
麹町区（現・千代田区）九段下、関東大震災直後の1923年（大正12年）に九段下の牛が淵公園前に開設した店舗
店舗面積約60坪。
店舗跡は九段縫工場に転用されたが、1925年（大正14年）1月10日も縫工場は日本橋材木町に移転した。
- 四谷塩町出張店

1923年（大正12年）10月25日開店。1926年（大正15年）4月26日閉店。
四谷区（現・新宿区）、関東大震災直後の1923年（大正12年）に四谷塩町停留所前に開設した店舗で日用雑貨などの販売を行って好調な売り上げを上げた
店舗面積約67坪。
- 小田急売店

1932年（昭和7年）12月16日開店。1939年（昭和14年）7月16日閉店。
淀橋区角筈2-68（現・新宿区）小田急新宿駅ホーム内に開設した店舗
売場面積約100坪。
- 東調布分店

大森区調布大塚724
- 高円寺分店

1952年（昭和27年）12月1日開店。
国鉄高円寺駅構内に開店した。
店舗面積約365坪。
- 横浜出張所

1917年（大正6年）6月1日開店。
横浜市尾上町6丁目。

#### 関西
- 大阪出張店

1903年（明治36年）開店。1921年（大正10年）10月1日閉店。
1912年（明治45年）4月1日に陳列式店舗として新装開店した。
大阪・心斎橋筋に開設した店舗であったが、堺筋備後町角への大阪支店開設に伴い、移転する形で閉店となった。
- 天六出張店

1928年（昭和3年）10月15日開店。
北区浪花町11。
天神橋筋六丁目へ出店していたターミナル店舗で、1階が均一売場を主体として食品売り場や食堂を設け、2階には呉服や雑貨などの売場と和食店を設けていた。
- 梅田出張売店

1920年（大正9年）11月1日開店。1925年（大正14年）4月30日閉店。
阪神急行電鉄梅田駅構内 旧:阪急ビルディングの1階に出店にした182m2の小型店で食料品や日用雑貨の販売を行って好調な売り上げを上げた。
ターミナルデパートの成功可能性を確認するための手段として売上実績のデータを取得することを目的に売上歩合制で小林一三が招致したものであったため、その成功ゆえに期間満了に伴い契約を解除されて撤退することになった。
小林一三は当店の売上実績を見てターミナルデパートの成功に自信を持ち、当店閉店の約1ヶ月後の1925年（大正14年）6月1日に2・3階に自社直営の食料品や生活雑貨中心のスーパーに近い形態の阪急マーケット、4・5階に直営の阪急食堂を移設して開業し、1929年（昭和4年）4月15日には鉄道会社直営＝電鉄系百貨店として初の阪急百貨店を開業することになった。
- 阪神出張店

1926年（大正15年）10月1日開店。
北区梅田町17。
阪神電気鉄道梅田駅構内へ出店していた。
- 京阪出張店

1925年（大正14年）9月1日開店。
東区京橋1-45。
京阪電気鉄道の天満橋駅へ出店していた。
- 玉造出張店[10]。

東区中道唐居町170-1。
- 福島出張店[10]。

此花区上福島北3-131。
- 香里出張店

京阪電気鉄道の香里駅付近へ出店していた。
京阪デパートに継承された。
- 神戸出張店

1923年（大正12年）5月15日開店。1927年（昭和2年）3月13日閉店。
神戸市福原町89
湊川の神戸実業銀行の2階から6階までに開設された神戸初の百貨店として開業。
- 京都分店

1930年（昭和5年）5月開店。
1931年（昭和6年）12月1日に2階から出火して全焼した。
洋館3階建て。
- 北海道出張店

1918年（大正7年）12月9日開店
札幌区一条通。

### 関係者が出資して当社方式で運営されたもの
- 京濱デパート　京浜百貨店

分店開設の一環として、京浜電気鉄道（現在の京浜急行電鉄）の品川乗入に伴て出来る高架下に品川分店を開設する計画を立てたが、日本百貨店協会が支店などの開設を自粛する自制協定を発表したことに伴い、それに抵触するとして直営での出店を断念し、京浜電気鉄道と当社の取引先の取引問屋が出資して1933年（昭和8年）に資本金10万円で株式会社京浜デパートが設立したもの。
京浜電気鉄道品川駅の地階と地上1階の計約1,000坪の品川店を開設したのが皮切りに、1934年（昭和9年）9月に蒲田分店、1935年（昭和10年）3月に鶴見分店、同年5月5日に川崎分店を開店するなど母体企業である京浜電気鉄道の沿線での多店化を推し進めた。
1933年6月 京浜電気鉄道と合弁会社設立。1948年京浜急行電鉄に当社の持株を売却。現・京急ストア。なお、京急百貨店は京浜急行電鉄の子会社ではあるが、1996年（平成8年）に開業した全く別の店である。
- 菊屋デパート

京濱デパートが京浜電気鉄道沿線以外に出店する際に使用した屋号で、池袋駅に木造2階建てで売り場面積2,347m2の池袋分店を1935年（昭和10年）11月に開設したほか、同年12月に高田馬場分店を開設した。
1940年（昭和15年）3月15日に武蔵野鉄道に営業譲渡して武蔵野デパートとなり、1945年（昭和20年）3月10日に空襲で全焼し、戦後の1949年（昭和24年）4月27日に西武百貨店へ商号を変更して同年末に営業を再開している。
- 京阪デパート（天満橋駅、天神橋駅）

当社の当時の大阪支店長・藤崎正太郎が京阪電気鉄道から自社のターミナル駅での百貨店経営への参画を依頼され、1932年（昭和7年）11月15日に資本金100万円で設立したもの。
同年12月1日に天神橋駅に京阪電気鉄道の直営で営業していた天六京阪マーケットとそれに付随する天六と天満橋の京阪食堂や千里山デポーや枚方店などに展開していたデポーと呼ばれる出先の店舗の資産と営業の全ての譲渡を受けて京阪デパートとしての営業などを開始し、1933年（昭和8年）9月23日に鉄筋コンクリート造地上3階地下1階建ての店舗が完成して京阪デパート天満店として開業した。
第2次世界大戦終戦直後の1945年（昭和20年）8月28日に会社解散となり、天満店などの店舗の建物は京阪電気鉄道が戦時統合で阪神急行電鉄と合併して1943年10月に設立された母体企業の京阪神急行電鉄に買収された。天満橋店の営業も京阪神急行電鉄に譲渡されて同社が当時直営していた阪急百貨店の一部となり、阪急天満橋マーケットとして1946年（昭和21年）に営業を開始した。1947年（昭和22年）4月1日に京阪神急行電鉄の百貨店部門が「株式会社阪急百貨店」として独立したことに伴い、阪急百貨店天満橋店となった。
1966年（昭和41年）にビルを建て替え、松坂屋大阪店が日本橋から移転した。しかし、黒字化できず、2004年閉店。京阪シティモールとなった。
1985年（昭和60年）、京阪電気鉄道の子会社がこの京阪デパートと別の流れで京阪百貨店を開業した。また、戦後に京阪が開設したスーパーマーケットには「京阪デパート」の名称が付けられた（現・京阪ザ・ストア）が、いずれも戦前の京阪デパートとは別の商業施設である。
京阪デパート天六支店は阪急百貨店天六食料品店からスーパーマーケットの阪急共栄ストア天六店となった後、天六阪急ビルの建て替えによって休業。再開後は、エイチ・ツー・オー リテイリング（阪急阪神百貨店などを傘下に持つ）グループの阪急オアシス天六店として営業している。